# Unione Sportiva Battipagliese 1995-1996
Questa voce raccoglie le informazioni riguardanti la Unione Sportiva Battipagliese nelle competizioni ufficiali della stagione 1995-1996.

## Stagione
A fine stagione, la Battipagliese si colloca al 7º posto nel Girone C della Serie C2.
In Coppa Italia Serie C viene eliminata dalla Juve Stabia al primo turno.

## Divise e sponsor
| Casa | Trasferta | Terza Divisa |

## Organigramma societario
- Presidente:  Bruno Pastena[2]
- Allenatore:  Roberto Chiancone[1]

## Rosa
Fonte: Calciatori.com
| N. |                   | Ruolo | Calciatore                   |
| -- | ----------------- | ----- | ---------------------------- |
|    | Italia (bandiera) | D     | Marco Ambrogioni             |
|    | Italia (bandiera) | C     | Antonio Amita                |
|    | Italia (bandiera) | C     | Vincenzo Bevo                |
|    | Italia (bandiera) | C     | Luigi Caggianelli            |
|    | Italia (bandiera) | C     | Luciano Carafa               |
|    | Italia (bandiera) | D     | Federico Cavola              |
|    | Italia (bandiera) | P     | Vincenzo Criscuolo           |
|    | Italia (bandiera) | C     | Umberto De Filippi           |
|    | Italia (bandiera) | A     | Salvatore Fabio Di Domenico  |
|    | Italia (bandiera) | C     | Alessandro Di Giovannantonio |
|    | Italia (bandiera) | C     | Michele Di Mingo             |
|    | Italia (bandiera) | C     | Massimo Falcone              |

| N. |                   | Ruolo | Calciatore           |
| -- | ----------------- | ----- | -------------------- |
|    | Italia (bandiera) | A     | Giancarlo Ferrara    |
|    | Italia (bandiera) | A     | Nicola Garzieri      |
|    | Italia (bandiera) | C     | Dino Giannascoli     |
|    | Italia (bandiera) | C     | Catello Iovino       |
|    | Italia (bandiera) | C     | Salvatore Marra      |
|    | Italia (bandiera) | C     | Giuseppe Orrico      |
|    | Italia (bandiera) | A     | Francesco Passiatore |
|    | Italia (bandiera) | D     | Valiant Rosati       |
|    | Italia (bandiera) | D     | Giovanni Schettini   |
|    | Italia (bandiera) | A     | Giulio Spader        |
|    | Italia (bandiera) | C     | Gaetano Voza         |

## Risultati

### Campionato

#### Girone di andata
| 3 settembre 1995 1ª giornata | Catania | 2 – 1 | Battipagliese |  |

| 10 settembre 1995 2ª giornata | Battipagliese | 0 – 0 | Avezzano |  |

| 17 settembre 1995 3ª giornata | Astrea | 1 – 1 | Battipagliese |  |

| 24 settembre 1995 4ª giornata | Battipagliese | 0 – 0 | Bisceglie |  |

| 1º ottobre 1995 5ª giornata | Trani | 0 – 2 | Battipagliese |  |

| 8 ottobre 1995 6ª giornata | Battipagliese | 0 – 2 | Giulianova |  |

| 15 ottobre 1995 7ª giornata | Battipagliese | 0 – 0 | Viterbese |  |

| 22 ottobre 1995 8ª giornata | Sporting Benevento | 0 – 0 | Battipagliese |  |

| 29 ottobre 1995 9ª giornata | Battipagliese | 1 – 0 | Taranto |  |

| 5 novembre 1995 10ª giornata | Marsala | 0 – 0 | Battipagliese |  |

| 12 novembre 1995 11ª giornata | Battipagliese | 1 – 0 | Matera |  |

| Roma 19 novembre 1995 12ª giornata             | Frosinone | 1 – 0 | Battipagliese | Stadio Flaminio |
| \| \| \| \| \| Brandani 56’ \| Marcatori \| \| |           |       |               |                 |
|                                                |           |       |               |                 |
| Brandani 56’                                   | Marcatori |       |               |                 |

| 3 dicembre 1995 13ª giornata | Battipagliese | 2 – 2 | Albanova |  |

| 10 dicembre 1995 14ª giornata | Catanzaro | 2 – 1 | Battipagliese |  |

| 17 dicembre 1995 15ª giornata | Battipagliese | 1 – 1 | Fasano |  |

| 30 dicembre 1995 16ª giornata | Teramo | 1 – 1 | Battipagliese |  |

| 7 gennaio 1996 17ª giornata | Battipagliese | 0 – 0 | Castrovillari |  |

#### Girone di ritorno
| 14 gennaio 1996 18ª giornata | Battipagliese | 0 – 0 | Catania |  |

| 21 gennaio 1996 19ª giornata | Avezzano | 2 – 1 | Battipagliese |  |

| 28 gennaio 1996 20ª giornata | Battipagliese | 3 – 0 | Astrea |  |

| 4 febbraio 1996 21ª giornata | Bisceglie | 1 – 1 | Battipagliese |  |

| 11 febbraio 1996 22ª giornata | Battipagliese | 2 – 1 | Trani |  |

| 18 febbraio 1996 23ª giornata | Giulianova | 0 – 0 | Battipagliese |  |

| 25 febbraio 1996 24ª giornata | Viterbese | 0 – 3 | Battipagliese |  |

| 10 marzo 1996 25ª giornata | Battipagliese | 2 – 0 | Sporting Benevento |  |

| 17 marzo 1996 26ª giornata | Taranto | 0 – 1 | Battipagliese |  |

| 24 marzo 1996 27ª giornata | Battipagliese | 0 – 0 | Marsala |  |

| 31 marzo 1996 28ª giornata | Matera | 0 – 0 | Battipagliese |  |

| 14 aprile 1996 29ª giornata | Battipagliese | 0 – 0 | Frosinone |  |

| 20 aprile 1996 30ª giornata | Albanova | 1 – 0 | Battipagliese |  |

| 28 aprile 1996 31ª giornata | Battipagliese | 1 – 0 | Catanzaro |  |

| 5 maggio 1996 32ª giornata | Fasano | 1 – 2 | Battipagliese |  |

| 12 maggio 1996 33ª giornata | Battipagliese | 2 – 1 | Teramo |  |

| 19 maggio 1996 34ª giornata | Castrovillari | 2 – 0 | Battipagliese |  |

### Coppa Italia Serie C
| Squadra numero 1 | Squadra numero 2 | Risultato |
| ---------------- | ---------------- | --------- |
| Battipagliese    | Juve Stabia      | 1 - 1     |
| Juve Stabia      | Battipagliese    | 2 - 1     |